# The 2nd Album
The 2nd Album – drugi album włoskiego zespołu Radiorama wydany w maju 1987 roku przez wytwórnię Radiorama Productions. Płyta zawiera 6 nagrań oraz 1 megamix singli grupy wydanych przed premierą albumu. Łącznie płytę promowały 4 single: „Aliens” (1986), „Yeti” (1987), „So I Know” (1987) oraz „The Radiorama Mega Mix” (1987).
W 2016 roku, na 30-lecie wydania albumu, na rynku pojawiła się specjalna, dwupłytowa edycja 30th Anniversary Edition. Jej pierwsza płyta zawierała zremasterowane, oryginalne albumowe nagrania z LP, druga zaś wybrane specjalne wersje i remixy utworów „Aliens”, „Yeti” oraz „So I Know”.

## Lista utworów

### Wydanie na płycie winylowej[1]
| Strona A | Strona A     | Strona A |
| Nr       | Tytuł utworu | Długość  |
| -------- | ------------ | -------- |
| 1.       | „Yeti”       | 5:45     |
| 2.       | „Aliens”     | 5:44     |
| 3.       | „Woman”      | 4:54     |
| 4.       | „Warrior”    | 4:16     |
|          |              | 20:39    |

| Strona B | Strona B                | Strona B |
| Nr       | Tytuł utworu            | Długość  |
| -------- | ----------------------- | -------- |
| 1.       | „So I Know”             | 4:48     |
| 2.       | „Love of My Life”       | 4:46     |
| 3.       | „Multimix of Radiorama” | 11:10    |
|          |                         | 20:44    |

- Nagranie „Warrior” (A4) to cover – oryginalnie wykonywał je Riky Maltese[2].
- Megamix Multimix of Radiorama (B3) tworzą zmiksowane nagrania: „Hey Hey”, „Vampires”, „Aliens”, „Desire” oraz „Chance to Desire”. Jego autorami są producenci płyty Marco Bresciani i Paolo Gemma.

### Wydanie 2016 (30th Anniversary Edition)[3]
| CD1 – Original Album | CD1 – Original Album    | CD1 – Original Album |
| Nr                   | Tytuł utworu            | Długość              |
| -------------------- | ----------------------- | -------------------- |
| 1.                   | „Yeti”                  | 5:48                 |
| 2.                   | „Aliens”                | 5:45                 |
| 3.                   | „Woman”                 | 4:55                 |
| 4.                   | „Warrior”               | 4:17                 |
| 5.                   | „So I Know”             | 4:44                 |
| 6.                   | „Love of My Life”       | 4:44                 |
| 7.                   | „Multimix of Radiorama” | 11:16                |
|                      |                         | 41:29                |

| CD2 – Bonus Tracks | CD2 – Bonus Tracks                              | CD2 – Bonus Tracks |
| Nr                 | Tytuł utworu                                    | Długość            |
| ------------------ | ----------------------------------------------- | ------------------ |
| 1.                 | „Aliens (Another Version)”                      | 5:37               |
| 2.                 | „Aliens (Swedish Remix)”                        | 5:40               |
| 3.                 | „Aliens (Remix 89)”                             | 6:11               |
| 4.                 | „Aliens (Instrumental Version)”                 | 3:51               |
| 5.                 | „Yeti (Long Version)”                           | 6:04               |
| 6.                 | „Yeti (Extended Vocal Version – Swedish Remix)” | 6:49               |
| 7.                 | „Yeti (Special R.E.M.I.X.)”                     | 7:25               |
| 8.                 | „Yeti (Remix 89)”                               | 7:51               |
| 9.                 | „Yeti (Instrumental Version)”                   | 3:53               |
| 10.                | „So I Know (12" Vocal Version)”                 | 6:06               |
| 11.                | „So I Know (Swedish Remix)”                     | 7:25               |
| 12.                | „So I Know (Instrumental Version)”              | 3:57               |
|                    |                                                 | 1:10:49            |

## Listy przebojów (1987)
| Państwo                     | Najwyższe miejsce |
| --------------------------- | ----------------- |
| Austria (Ö3 Austria Top 40) | 17                |
| Szwajcaria (Alben Top 100)  | 17                |
| Szwecja (Sverigetopplistan) | 33                |

## Autorzy[7]
- Autor tekstów: Giuliano Crivellente / Mauro Farina (1, 2, 3, 5), Mauro Farina / Adriano Caglioni / Gianni Mocchetti (4), Mauro Farina / Donato Bellini / Marco Manzi (6)
- Producent: Marco Bresciani, Paolo Gemma
- Aranżacja: Mauro Farina, Giuliano Crivellente, Giacomo Maiolini